# Galleria dei Giovi
La galleria dei Giovi è una galleria ferroviaria posta sulla linea storica Torino-Genova («via Busalla»). Essa valica lo spartiacque appenninico nei dintorni del passo dei Giovi.

## Storia

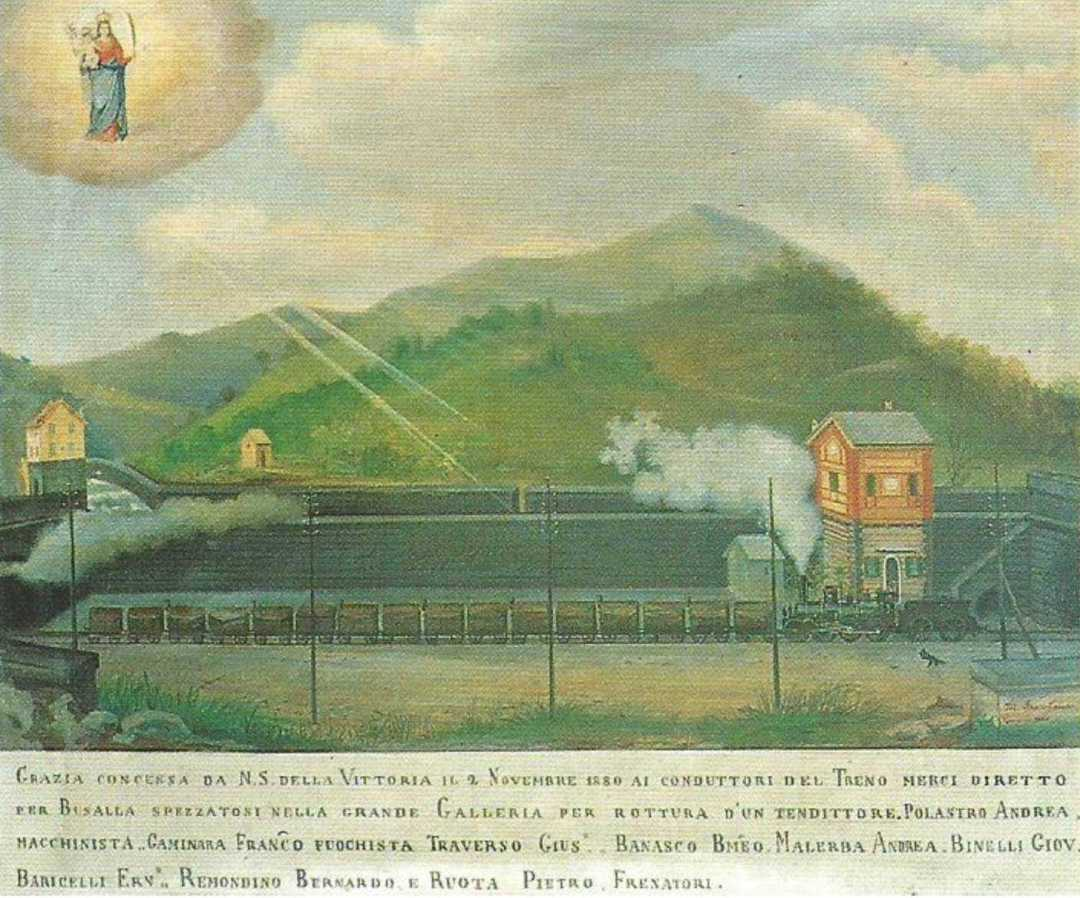
Un dipinto ex voto di Marcello Baschenis dedicato a un incidente ferroviario senza gravi conseguenze, verificatosi all'interno della galleria il 2 novembre 1880

La galleria venne progettata come parte della nuova ferrovia Torino-Genova, di cui costituiva l'opera più importante e impegnativa.
I lavori di costruzione iniziarono nel 1845 e procedettero fra diverse difficoltà (fra queste, lo scoppio della prima guerra d'indipendenza) e problemi tecnici. La linea fu aperta all'esercizio il 18 dicembre 1853; all'epoca della costruzione, la galleria di valico era il tunnel ferroviario più lungo del mondo.
A partire dal 1869 iniziarono a manifestarsi movimenti di spinta dei terreni, che portarono nel gennaio 1873 al crollo di una parte della volta, con il conseguente blocco del traffico diretto al porto di Genova; la linea fu riattivata dopo tre mesi di lavoro, ma le polemiche che ne seguirono portarono alla decisione di affiancare alla linea storica una nuova linea, la «succursale», che sarà compiuta nel 1889.
L'11 agosto 1898 all'interno della galleria si verificò un grave incidente ferroviario, noto come l'incidente ferroviario dei Giovi, che vide lo scontro fra due convogli. I macchinisti di un treno proveniente da Lodi avevano perso i sensi in galleria, a causa dell'inquinamento concentratosi all'interno del tunnel, e il convoglio si era poi scontrato con quello proveniente da Genova, causando almeno nove morti.
Il 1º agosto 1910 fu attivato l'esercizio a trazione elettrica trifase sulla tratta da Busalla a Genova, sostituita l'8 aprile 1964 dal sistema a corrente continua.
Nell'estate del 1991 la galleria dei Giovi fu sottoposta a impegnativi lavori di risanamento.

## Caratteristiche
La galleria è posta lungo la vecchia linea dei Giovi, fra la stazione di Busalla e la fermata del Piano Orizzontale; ha una lunghezza di 3265 m ed è compresa fra le progressive chilometriche 142+762 (portale nord) e 146+027 (portale sud).
È in pendenza costante del 29‰, passando dai 359 m s.l.m. del portale nord ai 264 m s.l.m. del portale sud.

### Esplicative
1. ↑  Bozzano, Pastore e Serra riportano una lunghezza di 3258,76 m; nella redazione di questa voce si è preferito riportare il valore di 3265 m, come da fascicolo linea.

### Bibliografiche
1. ↑  Bozzano, Pastore e Serra (2002), pp. 36-37.
2. ↑  Bozzano, Pastore e Serra (2002), p. 35.
3. 1 2  Bozzano, Pastore e Serra (2002), p. 39.
4. ↑  Bozzano, Pastore e Serra (2002), p. 72.
5. ↑  Bozzano, Pastore e Serra (2002), p. 113.
6. ↑  Bozzano, Pastore e Serra (2002), p. 159.
7. ↑  Bozzano, Pastore e Serra (2002), pp. 39-40.
8. ↑  RFI Fl 72.
9. ↑  Bozzano, Pastore e Serra (2002), p. 45.